# Кравченко Ірина Григорівна
Ірина Григорівна Кравченко (нар. 11 листопада 1956, Вінниця) — українська художниця. Працює у жанрах станкового живопису.

## Біографічна довідка
У 1981 році закінчила Вінницький державний педагогічний інститут імені М. Островського, факультет фізичного виховання. Магістратура НАОМА в 2021 році.
Член Вінницької обласної організації Національної спілки художників України з 2012 року, член Правління ВООНСХУ.